# Perm
Pour les articles homonymes, voir Perm (homonymie).
Perm (en russe : Пермь) est une ville de Russie située dans l'Oural et la capitale administrative du kraï de Perm. Sa population s'élevait à 1 041 876 habitants en 2016. Perm s'est appelée Molotov (en russe : Молотов) de 1940 à 1957, en l’honneur de Viatcheslav Molotov. Son emblème est l’ours. Elle s'affiche aujourd'hui comme un important centre culturel et industriel. Le terme Permien, qui qualifie une période géologique allant de 298,9 ± 0,2 à 252,2 ± 2 millions d'années vient de la Ville de Perm où se situe un gisement  fossilifère de cette période.

## Géographie

### Situation
Perm se trouve sur la rivière Kama, à environ 115 km à l'ouest des monts Oural et à 1 157 km — 1 493 km par la route — à l’est de Moscou.

### Climat
Perm bénéficie d’un climat très continental avec des hivers rigoureux et des étés chauds. La proximité du réservoir de la Kama contribue à accroître le taux d’humidité de l’air. Les précipitations tombent majoritairement sous forme de pluie et durant l’été. La neige recouvre le sol en moyenne 176 jours par an de la mi-octobre à la mi-avril. La hauteur de neige peut atteindre 111 cm au milieu de l’hiver (la hauteur est 55 cm en moyenne en mars). Les chutes de neige ne sont pas à exclure en été même si elles sont le plus souvent faibles à cette période de l’année. La ville bénéficie d’un microclimat avec des températures supérieures à celle de la campagne environnante.
- Température record la plus froide : −47,1 °C (décembre 1978)
- Température record la plus chaude : 37,2 °C (août 1936)
- Nombre moyen de jours avec de la neige dans l’année : 141
- Nombre moyen de jours de pluie dans l’année : 130
- Nombre moyen de jours avec de l’orage dans l’année : 24
- Nombre moyen de jours avec tempête de neige dans l’année : 61

| Mois                              | jan.  | fév.  | mars | avril | mai  | juin | jui. | août | sep. | oct. | nov. | déc.  | année |
| --------------------------------- | ----- | ----- | ---- | ----- | ---- | ---- | ---- | ---- | ---- | ---- | ---- | ----- | ----- |
| Température minimale moyenne (°C) | −17,4 | −15,7 | −8,8 | −0,9  | 4,9  | 10,8 | 12,6 | 10,2 | 5,4  | −0,5 | −9   | −14,3 | −1,9  |
| Température moyenne (°C)          | −13,9 | −12   | −4,7 | 3,4   | 10,4 | 16,4 | 18,1 | 14,9 | 9,2  | 2    | −6,2 | −10,8 | 2,2   |
| Température maximale moyenne (°C) | −10,1 | −7,9  | 0    | 8,7   | 16,1 | 22,4 | 23,4 | 20,2 | 13,9 | 5,2  | −3,3 | −7,5  | 6,8   |
| Précipitations (mm)               | 41    | 30    | 25   | 35    | 55   | 75   | 75   | 75   | 73   | 61   | 51   | 43    | 639   |

## Histoire
La ville fut officiellement fondée en 1723 par Vassili Tatichtchev, dans le cadre du développement de l’Oural ordonné par Pierre le Grand. L’anniversaire de la fondation de la ville est fêté tous les ans le 12 juin, date coïncidant avec le jour de la fête nationale russe. En 1781 la ville devint la capitale du nouveau gouvernement de Perm.
Au XIXe siècle, Perm devint une ville industrielle comprenant des usines métallurgiques et des chantiers navals. À partir du gigantesque exode industriel organisé par le pouvoir soviétique en 1941 à la suite de l'invasion allemande, elle abrita une partie de l'appareil productif russe de l'industrie de guerre.

## Politique et administration

### Découpage administratifs

Les arrondissements de Perm.

La ville est divisée en sept arrondissements administratifs, ou raïons :
- Dzerjinski (Дзержинский) ;
- Indoustrialny (Индустриальный) ;
- Kirovski (Кировский) ;
- Leninski (Ленинский) ;
- Motovilikhinski (Мотовилихинский) ;
- Ordjonikidzevski (Орджоникидзевский) ;
- Sverdlovski (Свердловский).

### Résultats électoraux
| Scrutin          | 1er tour | 1er tour | 1er tour | 1er tour | 1er tour | 1er tour | 1er tour | 1er tour | 1er tour | 1er tour | 1er tour | 1er tour | 2d tour     | 2d tour     | 2d tour     | 2d tour     | 2d tour     | 2d tour     | 2d tour     | 2d tour     |
| Scrutin          | 1er      | 1er      | %        | 2e       | 2e       | %        | 3e       | 3e       | %        | 4e       | 4e       | %        | 1er         | %           | 2e          | %           | 3e          | %           | 4e          | %           |
| ---------------- | -------- | -------- | -------- | -------- | -------- | -------- | -------- | -------- | -------- | -------- | -------- | -------- | ----------- | ----------- | ----------- | ----------- | ----------- | ----------- | ----------- | ----------- |
| Municipales 2016 |          | ER       | 39,57    |          | KPRF     | 17,21    |          | LDPR     | 13,81    |          | SRZP     | 13,33    | Tour unique | Tour unique | Tour unique | Tour unique | Tour unique | Tour unique | Tour unique | Tour unique |
| Municipales 2021 |          | ER       | 29,39    |          | KPRF     | 19,62    |          | SRZP     | 11,77    |          | NL       | 11,57    | Tour unique | Tour unique | Tour unique | Tour unique | Tour unique | Tour unique | Tour unique | Tour unique |

### Jumelages
| Ville | Ville      | Pays | Pays        | Période       |
| ----- | ---------- | ---- | ----------- | ------------- |
|       | Agrigente  |      | Italie      |               |
|       | Amnéville  |      | France      |               |
|       | Duisbourg  |      | Allemagne   | depuis 2007   |
|       | Louisville |      | États-Unis  |               |
|       | Oxford     |      | Royaume-Uni | jusqu'en 2022 |
|       | Qingdao    |      | Chine       |               |
|       | Realmonte  |      | Italie      |               |

## Population et société

### Démographie
Recensements (*) ou estimations de la population :
| 1811  | 1840   | 1856  | 1863   | 1897*  | 1914   | 1923   |
| ----- | ------ | ----- | ------ | ------ | ------ | ------ |
| 3 100 | 12 000 | 9 500 | 19 200 | 45 205 | 68 100 | 37 400 |

| 1926*  | 1939*   | 1959*   | 1970*   | 1979*   | 1989*     | 2002*     |
| ------ | ------- | ------- | ------- | ------- | --------- | --------- |
| 84 761 | 306 134 | 629 118 | 850 324 | 999 157 | 1 090 944 | 1 001 653 |

| 2010*   | 2012      | 2013      | 2014      | 2015      | 2016      | - |
| ------- | --------- | --------- | --------- | --------- | --------- | - |
| 991 162 | 1 000 679 | 1 013 890 | 1 026 477 | 1 036 469 | 1 041 876 | - |

### Enseignement et science
On trouve à Perm des dizaines d’instituts de recherches scientifiques, sept établissements d’enseignement supérieur dont le plus ancien est l’université classique fondée en 1916 où se trouvent les écoles de physique, chimie, géologie, géographie et philologie. L'université polytechnique est aussi réputée ainsi que l’université d'État de médecine de Perm, l’académie de pharmacie, l’académie d’agriculture et l’institut d’art.

### Sports

#### Club
Handball
- Medvedi Perm

Football
- Amkar Perm (1993-2018)
- Zvezda 2005 (football féminin)
- Zvezda Perm (1932-1996, reformé en 2018)

Hockey sur glace
- Molot Prikamie Perm
- Oktan Perm

Volley-ball
- Prikame Perm

Basket-ball
- Ural Great Perm

#### Événement
- Championnats d'Europe de boxe amateur 2002

#### Infrastructure
- Palais des sports Molot

## Économie

### Industrie

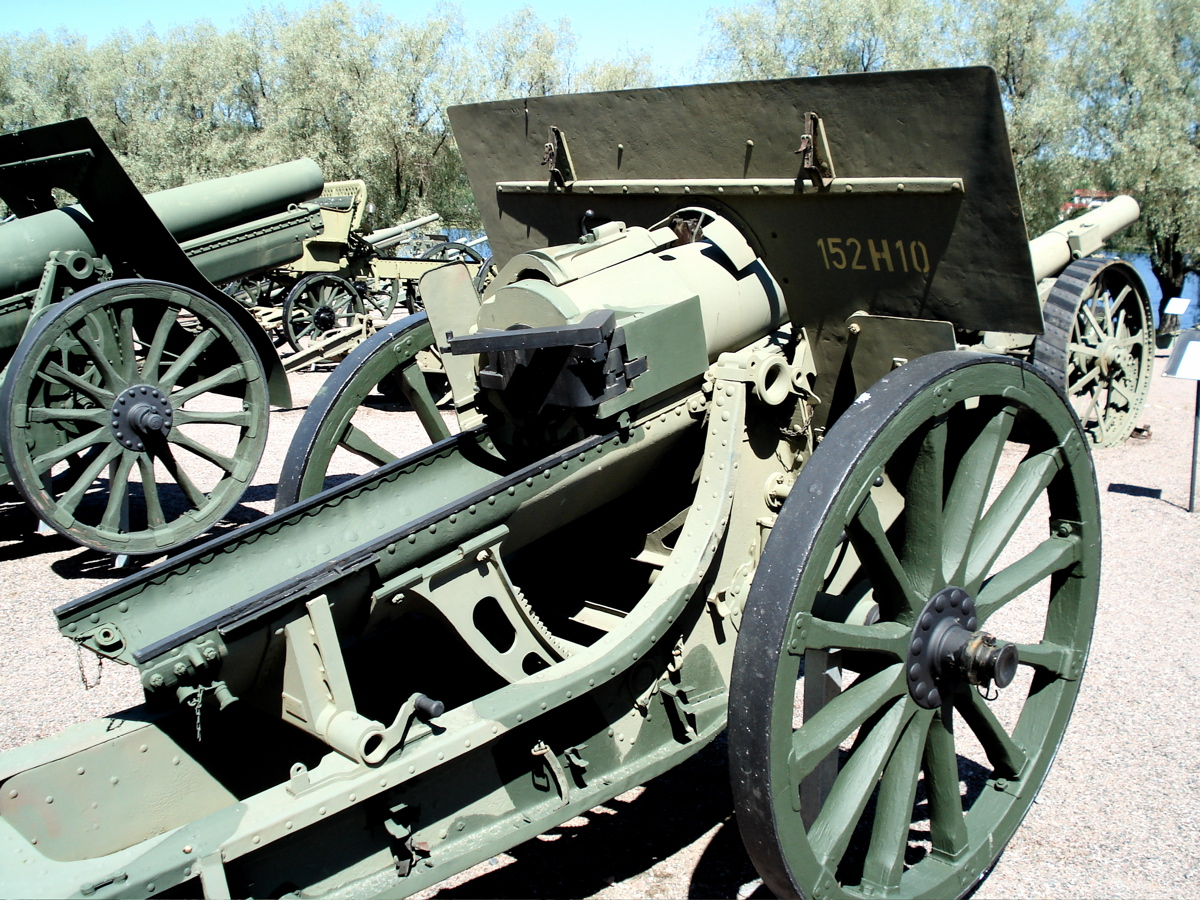
Un obusier Schneider modèle 1910 de 152 mm fabriqué à Perm dans l'Empire russe en 1917.

Perm est aujourd’hui un grand centre industriel. On y fabrique des moteurs d’avions (Aviadvigatel), des équipements miniers et pour l’exploitation du gaz naturel, des scies électriques et à essence, des câbles électriques (KamKabel) de l’équipement pour la construction des routes, des bateaux, etc. L’industrie chimique (production des peintures, des engrais minéraux, de l’acide sulfurique), pétrolière, du bois (le bois de sciage, les meubles), légère et alimentaire. Sur le territoire de Perm se trouve la centrale hydroélectrique de la Kama (Камская ГЭС).

### Transports

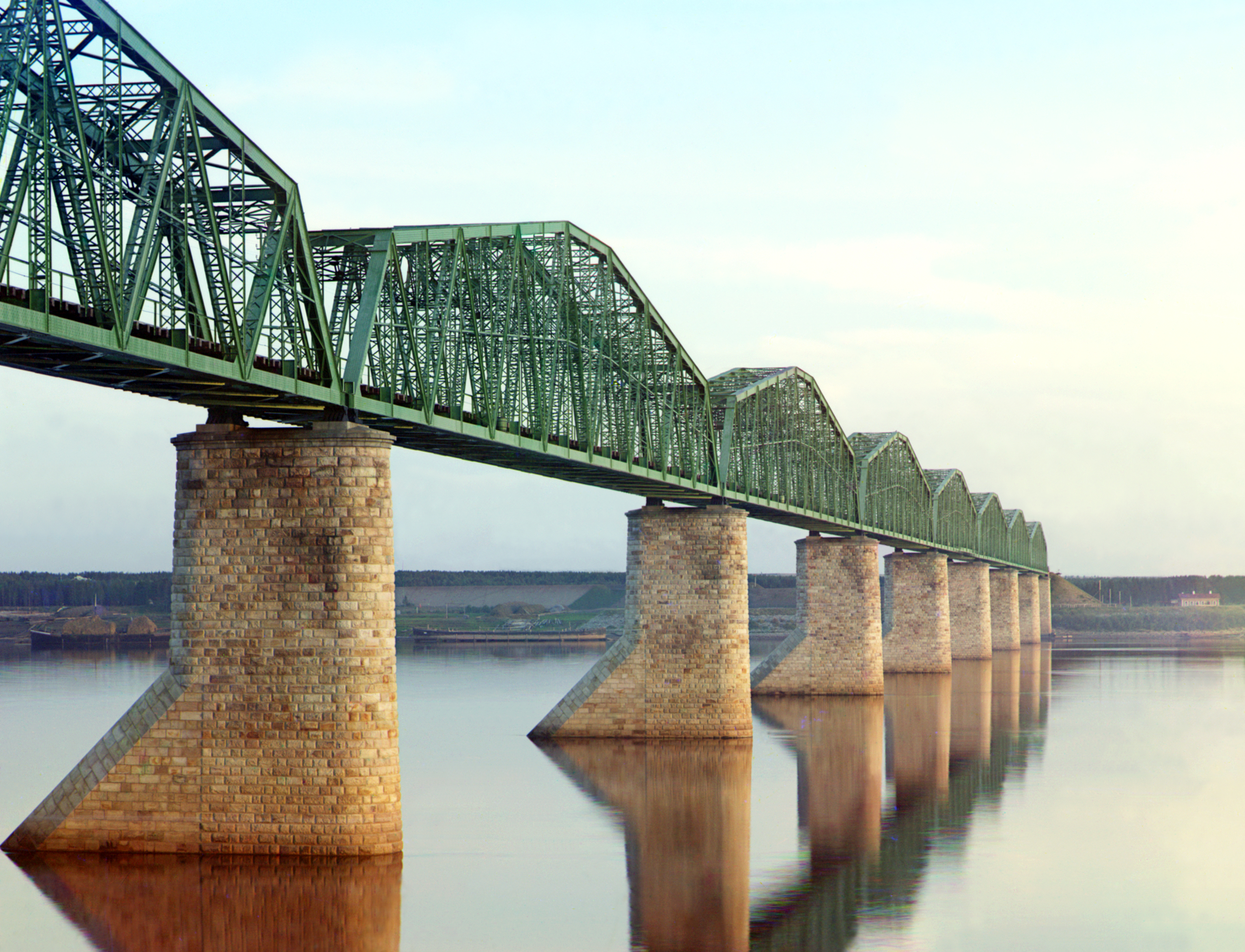
Pont sur la Kama (photo de 1910, Sergueï Prokoudine-Gorski).

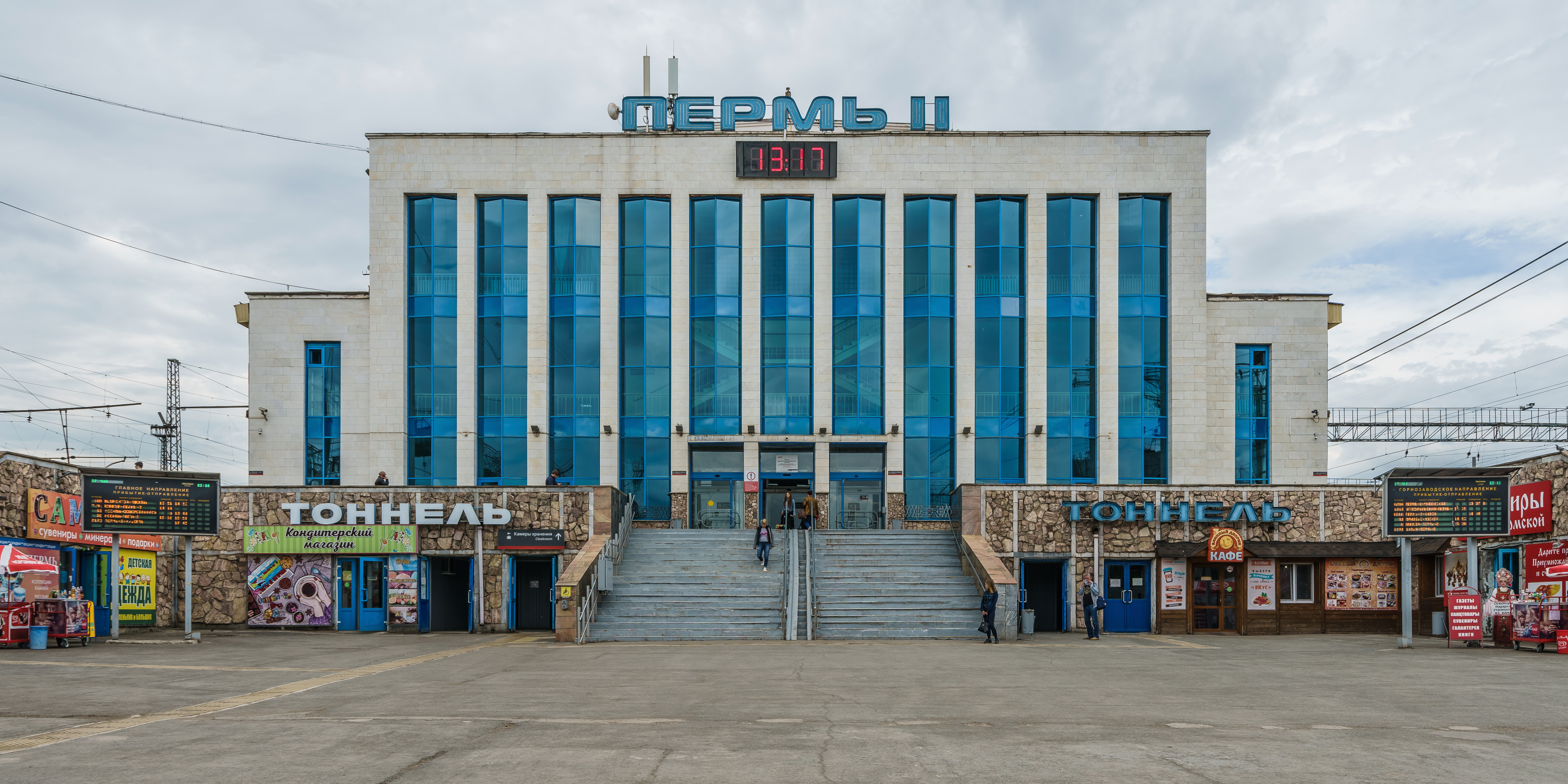
Gare de chemin de fer Perm II.

En raison de sa situation géographique au centre du pays, Perm est au cœur d’un important réseau de transport.

#### Transports urbains
Des autobus, des tramways, des taxis et des trains électriques. Les transports en commun sont apparus à Perm en 1926.

#### Transport ferroviaire
Quatre directions : Kirov - Nijni Novgorod - Moscou, Ougleouralskaïa - Solikamsk, Tchoussovoï - Nijni Taguil, Koungour - Ekaterinbourg.

#### Transport routier
La route fédérale Kazan - Perm - Ekaterinbourg (R242) traverse la ville. De nombreux autobus et taxis à itinéraire fixe relient Perm aux localités de la région ou au dehors.

#### Transport aérien
Avec l’aéroport international Bolchoe Savino (Большое Савино), Perm est reliée par des vols directs à Moscou, Anapa, Krasnodar, Mineralnye Vody, Nijnevartovsk, Norilsk, Samara, Saint-Pétersbourg, Sotchi, Sourgout, Bakou.

#### Transport par voie d’eau
Les deux ports les plus à l’est de l’Europe sont Perm et Levchino. Perm est reliée aux ports de la mer d'Azov, de la mer Baltique, de la mer Blanche, de la mer Caspienne et de la mer Noire. Les circuits : Astrakhan, Moscou, Nijni-Novgorod, Rostov-sur-Don, Saint-Pétersbourg.

## Culture locale et patrimoine

### Sites culturels

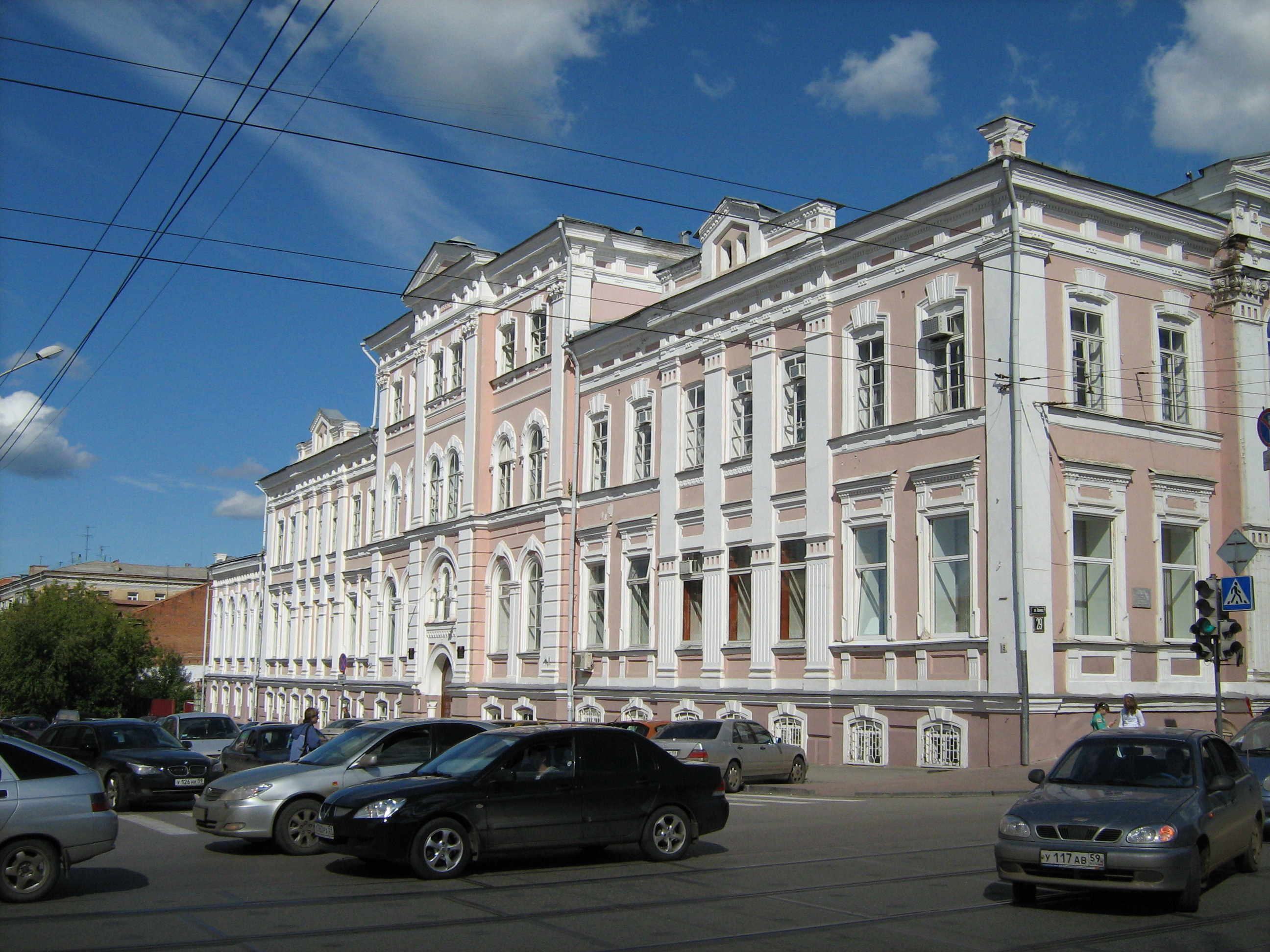
École des Beaux-Arts de Perm, ancien séminaire de la ville.

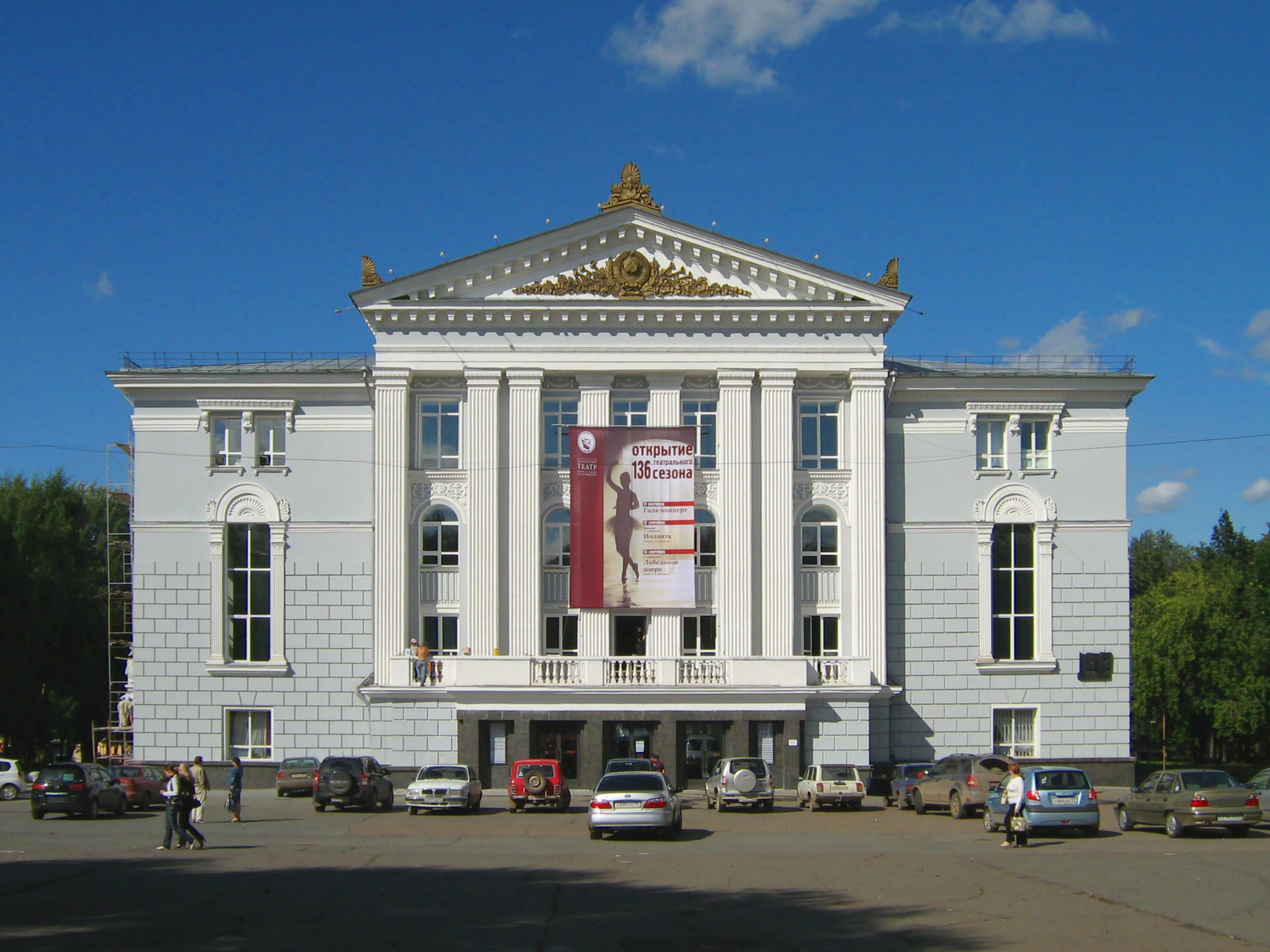
Opéra de Perm.

La Galerie nationale d'Art de Perm possède une collection de sculptures en bois très connue dans le monde, une des plus grandes collections d’icônes russes et de tableaux des peintres russes (Ilia Répine, Isaac Levitan, Alexis Savrassov, Valentin Serov, Nikolaï Kassatkine).
Au Musée régional, on peut voir un squelette de mammouth découvert il y a plus de soixante-dix ans. La ville a donné son nom à la période géologique du Permien.
L’Opéra de Perm a été fondé en 1870 et a mis en scène tous les opéras de Tchaïkovski. En hommage au compositeur, il prend le nom d'Opéra Tchaïkovsky de Perm en 1969, et c'est un opéra national. C'est actuellement un des lieux culturels les plus dynamiques de Russie. Le chef d'orchestre Teodor Currentzis en assure la direction artistique depuis 2011. Le Ballet de l'Opéra de Perm figure également parmi les plus prestigieux de Russie. Son répertoire s'étend des grandes œuvres classiques à des créations contemporaines, et défend également les grands chorégraphes du XXe siècle (George Balanchine, Kenneth McMillan, Frederick Ashton, Jerome Robbins...). L'école de ballet qui y est rattachée est réputée internationalement, et beaucoup de ses élèves continuent leur carrière au sein du ballet de Perm mais aussi au Bolchoï ou au Mariinsky.
L'Opéra de Perm est le lieu chaque année du festival Diaghilev, dirigé également par Teodor Currentzis : c'est un des plus importants festivals de Russie. Il est consacré à la musique, l'opéra et à la danse : créations et œuvres du répertoire y sont proposés. Le concours international de danse Arabesque, sous la direction de Vladimir Vassiliev, s'y tient également tous les deux ans.
La ville de Perm possède également trois théâtres d’État, deux théâtres municipaux, une philharmonie et une salle d’orgue.
La ville possède de nombreux cinémas et bibliothèques, ainsi qu’une Alliance française.
À une centaine de kilomètres de Perm se situe également le seul Goulag sauvegardé, connu sous le nom de Perm-36, dont le site encore intact abrite également un musée de l’histoire de la répression politique en URSS.

### Patrimoine architectural

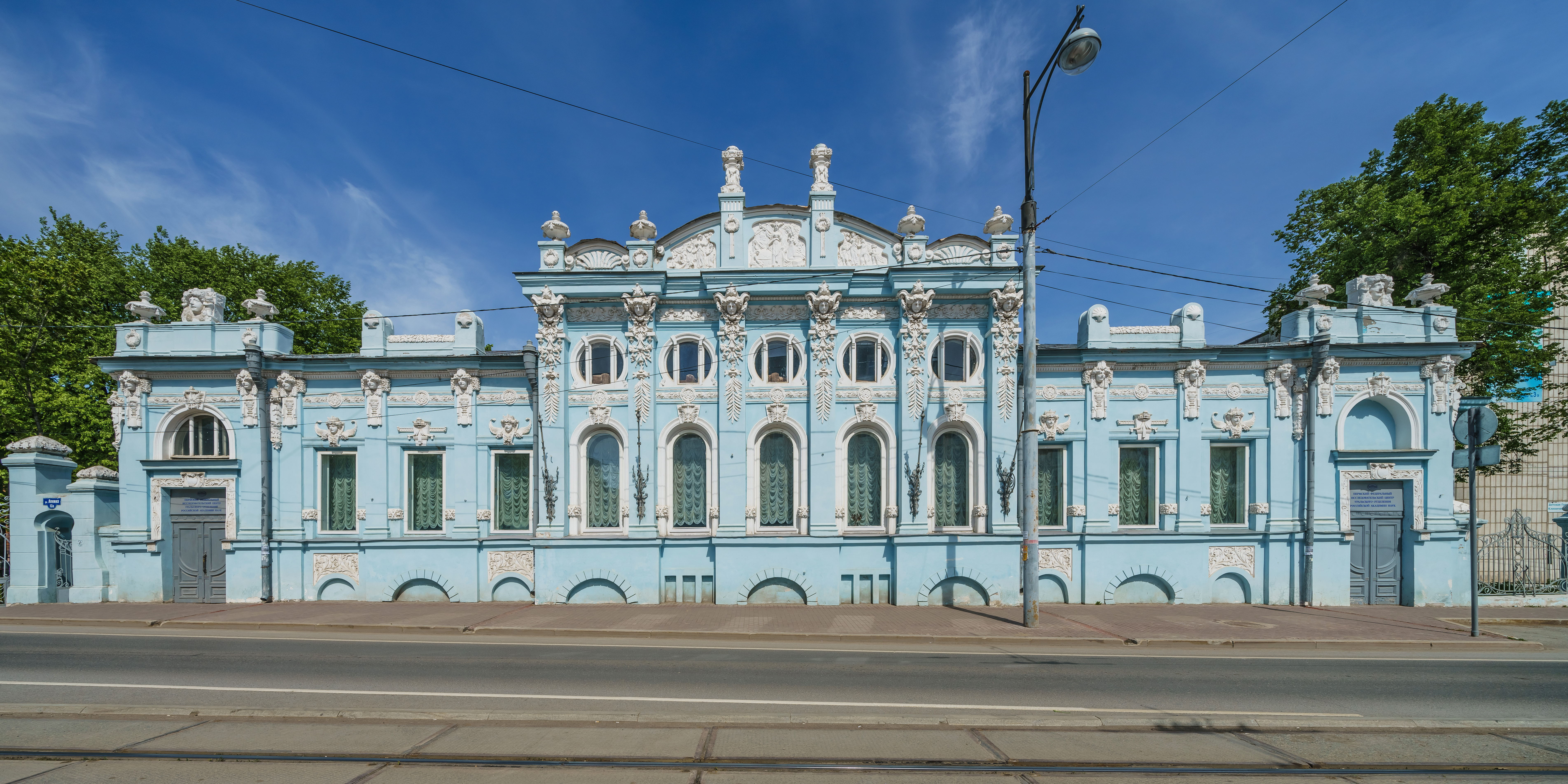
Vue de la Maison Gribouchine.

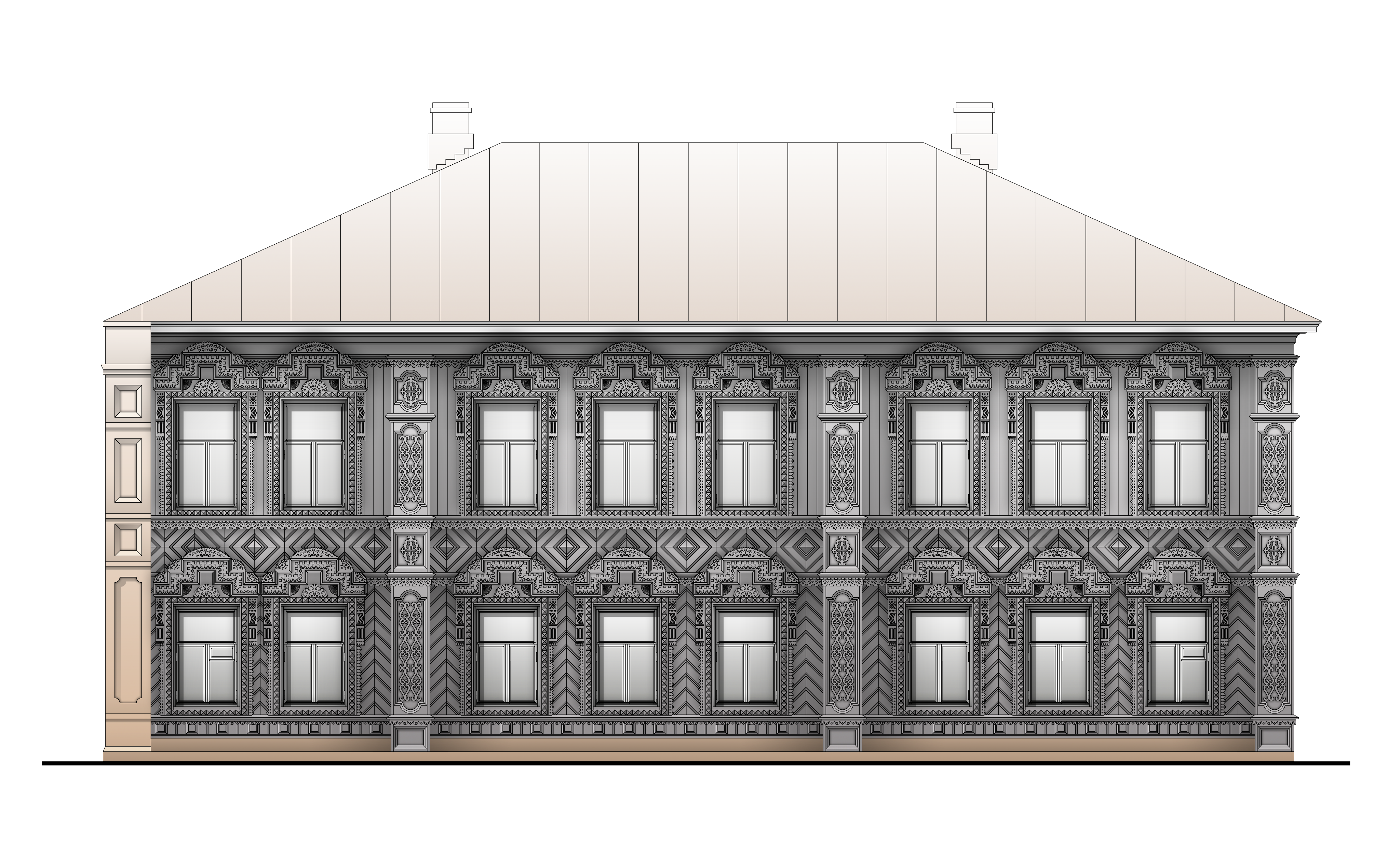
Immeuble en bois à Perm, début XXe siècle.

- Cathédrale Saint-Pierre-et-Saint-Paul (1764)
- Cathédrale de la Transfiguration-du-Sauveur (1798-1832), construite par Matveï Kazakov
- Palais de l’Évêché (1793-1800)
- Maison de Mechkov (années 1820)
- Église de Tous-les-Saints (1826-1832)
- École des Beaux-Arts (ancien séminaire), construit par Julius Friedrich Johann Dutel en 1884-1887
- Maison de Gribouchine (1895-1897) qui inspira Pasternak pour l'écriture de son roman Le Docteur Jivago
- Église Notre-Dame de Kazan (1905-1908)

### Personnalités liées à Perm
- Andreï Gordiaguine (1865-1932), géo-botaniste et explorateur, né à Perm ;
- Arkadi Dimitrievitch Chvetsov (1892-1953), constructeur soviétique de moteurs aéronautiques.
- Serge de Diaghilev (1872-1929), impresario de ballet.
- Alexandra Kosteniouk (1984-), championne du monde d’échecs, y est née.
- Ivan Petrovitch Larionov (1830-1889), compositeur de Kalinka.
- Igor Makarikhine (1964-), physicien russe.
- Dmitri Rybolovlev transcription anglaise : Dmitry Yevgenyevich Rybolovlev), (1966-) homme d'affaires russe Président de Monaco (Ligue 1)
- Natasha Poly (Natalia Polevchtchikova) (1985-), mannequin russe.
- Alexandre Stepanovitch Popov (1859-1906), ingénieur russe, précurseur de la Radio.
- Pierre Berngardovitch Struve (1870-1944), économiste, juriste et homme politique russe.
- Youri Troutnev (1956-), homme politique russe, actuel vice-premier ministre et représentant plénipotentiaire pour le district fédéral de l'Extrême-Orient, est né à Perm.
- Karyna Wierzbicka-Michalska (1918-2012), historienne polonaise, y est née
- Konstantine Zyrianov (1977-), footballeur russe.
- Le groupe de black métal russe Pseudogod est originaire de cette ville.